# فلنجريات
فلنجريات (بالإنجليزية: Phalangeridae)‏ هي عائلة من الوخفيات اليلية تعيش في أستراليا وغينيا الجديدة وتضم حيوانات الأبوسوم وأقاربها.